# Влада Душана Чкребића
Влада Душана Чкребића је била осмо Извршно веће Социјалистичке Републике Србије. Формирана је 6. маја 1974. и трајала је до 6. маја 1978. године.

## Састав Владе
| Функција                    | Слика | Име и презиме      | Странка        | Детаљи               |
| --------------------------- | ----- | ------------------ | -------------- | -------------------- |
| Председник Извршног већа    |       | Душан Чкребић      | СК Југославије |                      |
| Секретари                   |       |                    |                |                      |
| Секретар унутрашњих послова |       | Славко Зечевић     | СК Југославије | до 26. октобра 1976. |
| Секретар унутрашњих послова |       | Виобран Станојевић | СК Југославије | од 26. октобра 1976. |